# RPC ai XVI Giochi paralimpici estivi
Gli atleti di cittadinanza russa partecipanti ai XVI Giochi paralimpici estivi non rappresentarono formalmente il loro Paese, bensì il comitato paralimpico russo con la sigla RPC (in inglese Russian Paralympic Committee).
Tale soluzione fu conseguenza dell'esclusione quadriennale della Russia da qualsiasi competizione internazionale a partire dal 9 dicembre 2019 sancita dall'agenzia mondiale antidoping (WADA) dopo la scoperta di manovre governative russe per manipolare i test antidoping della propria agenzia nazionale su diversi atleti sottoposti a pratiche illecite.
Gli atleti russi furono autorizzati a partecipare a tale manifestazione a titolo individuale e sotto la bandiera del comitato paralimpico russo; l'inno scelto per le cerimonie di premiazione fu l'introduzione del Concerto per pianoforte e orchestra n. 1 di Čajkovskij, il medesimo utilizzato dal Comitato Olimpico Russo ai Giochi olimpici svoltisi nelle settimane precedenti.

## Medaglie

### Medaglie d'oro
| Medaglia | Nome                                                             | Sport                 | Evento                                  |
| -------- | ---------------------------------------------------------------- | --------------------- | --------------------------------------- |
| Oro      | Kirill Smirnov Margarita Sidorenko                               | Tiro con l'arco       | Arco ricurvo a squadre miste            |
| Oro      | Dmitrij Safronov                                                 | Atletica leggera      | 100 metri piani T35                     |
| Oro      | Anton Kuliatin                                                   | Atletica leggera      | 1500 metri piani T13                    |
| Oro      | Aleksandr Iaremchuk                                              | Atletica leggera      | 1500 metri piani T46                    |
| Oro      | Dmitrij Safronov                                                 | Atletica leggera      | 200 metri piani T35                     |
| Oro      | Andrei Vdovin                                                    | Atletica leggera      | 400 metri piani T37                     |
| Oro      | Musa Taimazon                                                    | Atletica leggera      | Lancio della clava F51                  |
| Oro      | Evgenii Torsunov                                                 | Atletica leggera      | Salto in lungo T36                      |
| Oro      | Vladimir Sviridov                                                | Atletica leggera      | Getto del peso F36                      |
| Oro      | Albert Khinchagov                                                | Atletica leggera      | Getto del peso F37                      |
| Oro      | Denis Gnezdilov                                                  | Atletica leggera      | Getto del peso F40                      |
| Oro      | Galina Lipatnikova                                               | Atletica leggera      | Getto del peso F36                      |
| Oro      | Mikhail Astashov                                                 | Ciclismo su strada    | Crono C1                                |
| Oro      | Ruslan Kuznetsov                                                 | Ciclismo su strada    | Corsa in linea H3                       |
| Oro      | Mikhail Astashov                                                 | Ciclismo su pista     | Inseguimento individuale C1             |
| Oro      | Bogdan Mozgovoi                                                  | Nuoto                 | 100 metri dorso S9                      |
| Oro      | Dmitrii Cherniaev                                                | Nuoto                 | 100 metri rana DB4                      |
| Oro      | Andrei Granichka                                                 | Nuoto                 | 100 metri rana SB5                      |
| Oro      | Andrei Kalina                                                    | Nuoto                 | 100 metri rana SB8                      |
| Oro      | Roman Zhdanov                                                    | Nuoto                 | 150 metri misti SM4                     |
| Oro      | Andrei Kalina                                                    | Nuoto                 | 200 metri misti SM9                     |
| Oro      | Andrei Nikolaev                                                  | Nuoto                 | 400 metri stile libero S8               |
| Oro      | Ilnur Garipov Anna Krivshina Daria Pikalova Vladimir Sotnikov    | Nuoto                 | Staffetta 4x100 metri 49 punti mista    |
| Oro      | Roman Zhdanov                                                    | Nuoto                 | 50 metri dorso S4                       |
| Oro      | Roman Zhdanov                                                    | Nuoto                 | 50 metri rana SB3                       |
| Oro      | Mariia Pavlova                                                   | Nuoto                 | 100 metri rana SB7                      |
| Oro      | Valeriia Shabalina                                               | Nuoto                 | 100 metri farfalla S14                  |
| Oro      | Valeriia Shabalina                                               | Nuoto                 | 200 metri stile libero S14              |
| Oro      | Valeriia Shabalina                                               | Nuoto                 | 200 metri misti S14                     |
| Oro      | Anastasiia Gontar                                                | Nuoto                 | 50 metri stile libero S10               |
| Oro      | Viktoriia Ishchiulova                                            | Nuoto                 | 50 metri stile libero S8                |
| Oro      | Bogdan Mozgovoi Andrei Kalina Alexander Skaliukh Andrei Nikolaev | Nuoto                 | Staffetta 4×100 metri 34 punti maschile |
| Oro      | Elena Prokofeva                                                  | Tennistavolo          | Individuale classe 11                   |
| Oro      | Alexander Kuzyukov                                               | Scherma in carrozzina | Spada individuale B                     |
| Oro      | Alexander Kuzyukov Maxim Shaburov Artur Yusupov                  | Scherma in carrozzina | Spada a squadre                         |

### Medaglie d'argento
| Medaglia | Nome | Sport                 | Evento                                   |
| -------- | --- | --------------------- | ---------------------------------------- |
| Argento  | Andrei Vdovin | Atletica leggera      | 100 metri piani T37                      |
| Argento  | Alexandr Rabotnitskii | Atletica leggera      | 1500 metri piani T20                     |
| Argento  | Andrei Vdovin | Atletica leggera      | 200 metri piani T37                      |
| Argento  | Evgenii Shvetsov | Atletica leggera      | 400 metri piani T36                      |
| Argento  | Aleksei Kuznetsov | Atletica leggera      | Lancio del giavellotto F54               |
| Argento  | Aleksei Churkin | Atletica leggera      | Getto del peso F32                       |
| Argento  | Nikita Prokhorov | Atletica leggera      | Getto del peso F46                       |
| Argento  | Elena Ivanova | Atletica leggera      | 100 metri piani T36                      |
| Argento  | Margarita Goncharova | Atletica leggera      | 400 metri piani T38                      |
| Argento  | Aleksandra Ruchkina | Atletica leggera      | Salto in lungo T20                       |
| Argento  | Margarita Goncharova | Atletica leggera      | Salto in lungo T38                       |
| Argento  | Aleksandra Moguchaia | Atletica leggera      | Salto in lungo T47                       |
| Argento  | Elena Pautova | Atletica leggera      | Maratona T12                             |
| Argento  | Leonid Krylov | Canoa                 | Kayak 200 metri individuale KL3          |
| Argento  | Sergei Pozdeev Viktor Milenin Vladimir Pankratov Aleksei Volkov Evgenii Volosnikov Andrei Lavrinovich Aleksandr Baichik Anatolii Krupin Aleksandr Savichev Denis Shestakov Aleksandr Reznichenko Ilnar Zinnatullin | Sitting volley        | Torneo maschile                          |
| Argento  | Viacheslav Emeliantsev | Nuoto                 | 100 metri dorso F14                      |
| Argento  | Egor Efrosinin | Nuoto                 | 100 metri rana SB7                       |
| Argento  | Artem Isaev | Nuoto                 | 100 metri rana SB9                       |
| Argento  | Andrei Nikolaev | Nuoto                 | 100 metri stile libero S8                |
| Argento  | Andrei Granichka | Nuoto                 | 200 metri misti SM6                      |
| Argento  | Denis Tarasov | Nuoto                 | 50 metri stile libero S9                 |
| Argento  | Daria Pikalova | Nuoto                 | 100 metri dorso S12                      |
| Argento  | Valeriia Shabalina | Nuoto                 | 100 metri dorso S14                      |
| Argento  | Daria Lukianenko | Nuoto                 | 100 metri rana SB12                      |
| Argento  | Viktoriia Ishchiulova | Nuoto                 | 100 metri farfalla S8                    |
| Argento  | Daria Pikalova | Nuoto                 | 100 metri stile libero S12               |
| Argento  | Anastasiia Gontar Elizaveta Sidorenko Viktoriia Ishchiulova Ani Palian | Nuoto                 | Staffetta 4×100 metri 34 punti femminile |
| Argento  | Nataliia Butkova | Nuoto                 | 50 metri rana SB3                        |
| Argento  | Anna Krivshina | Nuoto                 | 50 metri stile libero S13                |
| Argento  | Maliak Alieva | Tennistavolo          | Individuale classe 6                     |
| Argento  | Viktoriia Safonova | Tennistavolo          | Individuale classe 7                     |
| Argento  | Maxim Shaburov | Scherma in carrozzina | Spada individuale A                      |
| Argento  | Viktoria Boykova | Scherma in carrozzina | Spada individuale B                      |

### Medaglie di bronzo
| Medaglia | Nome                                             | Sport                 | Evento                     |
| -------- | ------------------------------------------------ | --------------------- | -------------------------- |
| Bronzo   | Aleksei Leonov Elena Krutova                     | Tiro con l'arco       | A squadre W1               |
| Bronzo   | Stepanida Artakhinova Bair Shigaev               | Tiro con l'arco       | A squadre compound open    |
| Bronzo   | Roman Tarasov                                    | Atletica leggera      | 100 metri piani T12        |
| Bronzo   | Artem Kalashian                                  | Atletica leggera      | 100 metri piani T35        |
| Bronzo   | Fedor Rudakov                                    | Atletica leggera      | 1500 metri piani T11       |
| Bronzo   | Artem Kalashian                                  | Atletica leggera      | 200 metri piani T35        |
| Bronzo   | Chermen Kobesov                                  | Atletica leggera      | 400 metri piani T37        |
| Bronzo   | Vitalii Gritsenko                                | Atletica leggera      | 400 metri piani T53        |
| Bronzo   | Aleksandr Kostin                                 | Atletica leggera      | 5000 metri piani T13       |
| Bronzo   | Nikita Kotukov                                   | Atletica leggera      | Salto in lungo T47         |
| Bronzo   | Anna Kulinich-Sorokina                           | Atletica leggera      | 200 metri piani T12        |
| Bronzo   | Anastasiia Soloveva                              | Atletica leggera      | 400 metri piani T47        |
| Bronzo   | Elena Gorlova                                    | Atletica leggera      | Lancio della clava F51     |
| Bronzo   | Anna Sapozhnikova                                | Atletica leggera      | Salto in lungo T37         |
| Bronzo   | Evgeniia Galaktionova                            | Atletica leggera      | Getto del peso F32         |
| Bronzo   | Sergey Safin Ivan Frolov Daria Adonina           | Boccia                | Di coppia BC4              |
| Bronzo   | Anatolii Shevchenko                              | Judo                  | -100 kg                    |
| Bronzo   | Viktoriia Potapova                               | Judo                  | -48 kg                     |
| Bronzo   | Alesia Stepaniuk                                 | Judo                  | -52 kg                     |
| Bronzo   | Vera Muratova                                    | Powerlifting          | -79 kg                     |
| Bronzo   | Sergey Malyshev                                  | Tiro                  | Pistola 50 metri SH1       |
| Bronzo   | Vladimir Sotnikov                                | Nuoto                 | 100 metri dorso S13        |
| Bronzo   | Vladimir Danilenko                               | Nuoto                 | 100 metri dorso S2         |
| Bronzo   | Artur Saifutdinov                                | Nuoto                 | 100 metri rana SB12        |
| Bronzo   | Dmitrii Bartasinskii                             | Nuoto                 | 100 metri rana SB9         |
| Bronzo   | Roman Makarov                                    | Nuoto                 | 100 metri farfalla S12     |
| Bronzo   | Alexander Skaliukh                               | Nuoto                 | 100 metri farfalla S9      |
| Bronzo   | Roman Zhdanov                                    | Nuoto                 | 100 metri stile libero S4  |
| Bronzo   | Viacheslav Emeliantsev                           | Nuoto                 | 200 metri stile libero S14 |
| Bronzo   | Vladimir Danilenko                               | Nuoto                 | 200 metri stile libero S2  |
| Bronzo   | Roman Zhdanov                                    | Nuoto                 | 200 metri stile libero S4  |
| Bronzo   | Viacheslav Lenskii                               | Nuoto                 | 400 metri stile libero S6  |
| Bronzo   | Vladimir Danilenko                               | Nuoto                 | 50 metri dorso S2          |
| Bronzo   | Adelina Razetdinova                              | Nuoto                 | 100 metri rana SB8         |
| Bronzo   | Daria Pikalova                                   | Nuoto                 | 100 metri farfalla S13     |
| Bronzo   | Iuliia Shishova                                  | Nuoto                 | 100 metri stile libero S3  |
| Bronzo   | Nataliia Butkova                                 | Nuoto                 | 150 metri misti SM4        |
| Bronzo   | Mariia Pavlova                                   | Nuoto                 | 200 metri misti SM8        |
| Bronzo   | Iuliia Shishova                                  | Nuoto                 | 50 metri dorso S3          |
| Bronzo   | Iurii Nozdrunov                                  | Tennistavolo          | Singolo classe 9           |
| Bronzo   | Raisa Chebanika                                  | Tennistavolo          | Singolo classe 6           |
| Bronzo   | Nadezhda Pushpasheva                             | Tennistavolo          | Singolo classi 1-2         |
| Bronzo   | Viktoriia Safonova Maliak Alieva Raisa Chebanika | Tennistavolo          | A squadre classi 6-8       |
| Bronzo   | Zainutdin Ataev                                  | Taekwondo             | K44 +75 kg                 |
| Bronzo   | Daniil Sidorov                                   | Taekwondo             | K44 -61 kg                 |
| Bronzo   | Anna Poddubskaia                                 | Taekwondo             | K44 -49 kg                 |
| Bronzo   | Nikita Nagaev                                    | Scherma in carrozzina | Fioretto individuale A     |
| Bronzo   | Viktoria Boykova Alena Evdokimova Iuliia Maya    | Scherma in carrozzina | Spada a squadre            |
| Bronzo   | Ludmila Vasileva                                 | Scherma in carrozzina | Fioretto individuale B     |